# Cây trường sinh vằn
Cây trường sinh vằn (danh pháp hai phần: Kalanchoe delagoensis) là một loài cây mọng nước, bản địa của Madagascar. Cũng như các loài khác thuộc nhóm Bryophyllum thuộc chi Kalanchoe, K. delagoensis có khả năng sinh sản sinh dưỡng bằng lá rất tốt, đây cũng là nguồn gốc cho tên gọi của loài này trong nhiều ngôn ngữ.
K. delagoensis là một loài xâm thực, nó chứa cardiac glycosid có thể gây chứng khó thở tim, nhất là trên các động vật ăn cỏ. Trong năm 1997, 125 con bò đã bị chết do ăn phải lá cây trường sinh vằn ở một khu vực gần Moree, bang New South Wales, Australia.